# De Metodistiske Trosartikler
 For alternative betydninger, se Trosartikel (flertydig).
De Metodistiske Trosartikler er en officiel doktrinær oversigt over den metodiske lære. John Wesley forkortede de 39 anglikanske trosartikler til de amerikanske metodister; han fjernede bl.a. calvinistiske dele. Artiklerne blev vedtaget på en konference i 1784 og findes i punkt 103 i United Methodist Church Book of disciplin. De har været forholdsvis uændret siden 1808 (med undtagelse af et par ekstra artikler indsat i de senere år).
Trosartiklerne indeholder den del af troslæren, metodister har til fælles med anglikanere.

## Troen på den treenige Gud
Artikel I slår fast, at metodister tror på den treenige Gud, ligesom katolikker, ortodokse, lutherske m.fl. I guddommen er der tre personer; uadskillige i væsen, ligestillede i magt og herlighed. 
Troen på Gud Fader er ikke uddybet, så den følger af de oldkirkelige bekendelser Nicænum og Apostolorum
Om Jesus hedder det, at han er sand Gud og sandt menneske (den dobbelte natur). Han er født af Jomfru Maria på overnaturlig vis, hvorfor han ikke er besmittet med arvesynden. Hans død og begravelse er et sonoffer både for kollektive skyld, men også for menneskets personlige skyld. 
Beskrivelsen af Helligånden, stemmer overens med Nicænum, men er ikke uddybet. 

## Bibelen
Artikel V fastslår, at Bibelen er de kanoniske bøger. Kanoniseringen blev vedtaget på et vestligt kirkemøde i Hippo 393.De apokryfiske bøger er ikke medregnet.

## Arvesynden
Arvesynd eller den originale synd  er en korruption af menneskets natur, som nedarves ved naturlig undfangelse. Derfor er mennesket kommet langt væk fra den originale retfærdighed, og af sin egen natur hælder til det onde. Jesus er ikke undfanget på naturlig vis og er derfor ikke besmittet af arvesynden. Til forskel fra Martin Luther hævder John Wesley, at mennesket ikke går fortabt pga. den kollektive skyld, men udelukkende pga. den personlige skyld.

## Forekommende nåde[2]og den frie vilje
Her er det, der bedst kendetegne metodismen. Menneskets kan ikke omvende og forberede sig, ved sin egen naturlige styrke og gerninger, til tro på og påkalde Gud. Og mennesket er dermed heller ikke fri til at gøre gode gerninger. Forudsætningen er Guds nåde, der forekommer mennesket [er kommet mennesket i forkøbet]. Så langt er der overensstemmelse med Luther. Men i lighed med Philip Melanchthon og Arminianismen betones, at nåden arbejder sammen med menneskets gode og frie vilje. 

## Forvaltende Forsoning[3]og Tilvejebragt Retfærdigørelse[4].
Kristus har lidt for menneskeheden, således at Gud kan tilgive mennesker uden straf og samtidig bibeholde guddommelig retfærdighed Forsoningen er Jesu fortjeneste, der kun modtages gennem troen. Den kan ikke opnås gennem egne gerninger eller fortjenester.
Kristi sonoffer er én gang for alle fuldbragt. Det er den fuldendte benådning, betaling og dækning for alle verdens synder, både arvede og personlige; og der er ingen anden forsoning af synden. 

## Fuld Helliggørelse (Kristen perfektion)[5]
Fuld helliggørelse er en fornyelse af hele menneskets faldne karakter. Det er en proces, der virkes af Helligånden; Gud ser på den gode vilje. Den modtages gennem troen på Jesus Kristus, hvis forsoningsblod renser fra al synd. Mennesket befries ikke kun fra syndeskyld, men får bortvasket dens forurening, bliver frelst fra dens magt, og bliver ved nåden i stand til at elske Gud af hele sit hjerte, og til at vandre et gudfrygtigt liv efter Guds befalinger. 

## Betinget bevarelse af de hellige[6]
Den trosopfattelse, at en kristen's frelse kan gå tabt. De troende bevares fra alle forsøg på at rive dem ud af Guds hånd, men mennesket kan vælge at afvise Evangeliet efter de først har accepteret det; og frelsen vil således være betinget af, om de bevarer troen på Jesus.

## Synd Efter Retfærdigggørelsen
Mennesket kan synde, så længe det lever. Ikke enhver synd, der med vilje begås efter retfærdiggørelsen, er synd mod Helligånden og dermed utilgivelig. Tilsigelsen af syndsforladelse må derfor ikke nægtes den, som synder efter retfærdiggørelsem. Selv om mennesket har modtaget Helligånden, kan det forlade den nåden og falde i synd, og ligeledes rejse sig igen og ændre sit liv.

## Gerninger
Gode gerninger er en frugten af troen og en følge af retfærdiggørelsen. De kan ikke fjerne eller opveje syndeskylden eller redde far Guds dom. Men Gud sætter pris på dem.
Frivillige gerninger, der går udover Guds befalinger og forventninger kan føre til arrogance og manglende pietet, idet mennesker kan prale af at de ikke kun gør så meget for Gud som de er forpligtet til at gøre.

## Sakramenter
Sakramenterne er forordnet af Jesus. De et ydre tegn på det, der sker i det indre menneske. Kun to Sakramenter anerkendes og praktiseres: Dåb og Herrens Nadver. 
Sakramenter er ikke kun til beskuelse, eller blot til for at bæres rundt. Det er lydighedshandlinger. De skal modtages i værdighed; ved uværdig modtagelse, bringer mennesket sig selv fordømmelse. 

## Dåb
Dåben er ikke blot et praksistegn og et forskelsmærke, hvorved de kristne adskiller sig fra andre, der ikke er døbt, men det er også et tegn på genfødelse eller den nye fødsel. Dåb af små børn praktiseres i metodistkirken, ikke pga. arvesynden, men fordi børnene har lige del i pagten.

## Herrens Nadver
Herrens nadver er ikke kun et tegn på den kærlighed, som kristne burde have indbyrdes. Det et synligt tegn på benådningen benådning gennem Jesu død. Brødsbrydelsen er en deltagelse i Kristi legeme, og bægeret er en deltagelse i sonofferet. Ved at dele brødet tages del i menighedsfællesskabet og gennem indtagelsen af brødet og vinen tages del i Jesu lidelse og død og nåden modtages.
Både brød og vin uddeles ligesom ved luthersk nadver, til forskel fra den katolske Eukaristi, hvor lægfolk kun modtager brødet, mens vinen er forbeholdt præsterne. Forvandling af brødets og vinens substans i Vorherres Nadver, kan ikke bevises ved den Hellige Skrift, men er i modstrid med skriftens klare ord, borttager sakramentets sande natur, og har givet anledning til megen overtro. 
Det er ikke forordnet i Biblen, at Nadveren er reserveret, bæres rundt, løftes op eller tilbedes. Og det regnes for blasfemi og bedrag, at katolske præster i eukaristien "ofrer" Kristus for at de raske og de døde, kan få eftergivelse af smerter eller skyld. 

## Præsters ægteskab
Præster behøver ikke at leve i cølibat, men kan gifte sig; cølibatet ikke nget særligt ophøjet. Det er bedre at være gift, end fyldt af begær og falde i fristelse.

## Øvrigheder  og nationen
Det forventes at kristne i almindelighed, og præster i særdeleshed underorner sig øvrigheder som Dronningen, Regering og Folketing, politi og domstole m.fl., der er folkets delegerede. Ligeledes skal gældene lovgivning overholdes. Staten anerkendes suveræn og uafhængig i henhold til Grundloven. Peter taler i Apostlenes Gerninger om at adlyde Gud mere end mennesker; mennesket må påregne at stå til regnskab over verdslige myndigheder i tilfælde af civil ulydighed. Ligeledes må mennesket stå til regnskab over verdslige myndigheder, hvis det begår kriminalitet, selvom det bliver tilgivet af Gud.